# 100秒でわかる名作劇場
『100秒でわかる名作劇場』（ひゃくびょうでわかるめいさくげきじょう）は、『ビットワールド』のアニメコーナーにて2022年4月8日から2025年3月28日まで放送されていた短編アニメ。通称は「100わか」。

## 概要
2016年度から6年間放送されていた『あはれ!名作くん』の後継として2022年4月8日に放送開始。
古今東西の物語や古典の名作の大筋を、『いらすとや』のフリーイラスト素材を使用し、タイトル通り約100秒のアニメーションで伝える作品である。
声の出演は蛙亭（中野周平・イワクラ）、Everybody（タクトOK!!・かわなみchoy?）。
その日の放送終了後にYouTubeの公式チャンネルでも配信されている。

### 制作の経緯
当作品は株式会社ディレクションズ内の開発プロジェクトとして2021年に企画が立ち上げられた。このプロジェクトは、日本の古典芸能である能と狂言を映像化することを目指していた。これらの芸術は古い言葉や簡素な舞台演出により理解が難しく、特に若者や子供の間での鑑賞離れが課題となっていた。
そこで、茂山千五郎家の狂言師である茂山千之丞と茂山茂の協力のもと、舞台の前説を短い映像に置き換えた『100秒でわかる狂言シリーズ』を制作。この時点で、『いらすとや』をベースにしたビジュアルと早回しのナレーションという当作品の特徴を既に含んでいた。この映像は千之丞と茂が講師を務める小学校の出張授業で上映され、多くの学校からは「もっといろんなお話の映像を作ってほしい」との声を受ける。
その後、社内の別チームが『いらすとや』の生みの親であるみふねたかしと映像コンテンツの開発を進めており、さらに『ビットワールド』が新たなアニメコーナーの企画を探していた。『ビットワールド』のスタッフ側からは、「継続的に作り続けていくために、日本の古典芸能だけでなく古今東西の名作全般に手を広げてはどうか」との提案を受け、当作品が誕生することとなった。

## 登場キャラクター

### いらすとやパーティ
うさぎ
声 - 中野周平（蛙亭）
いぬ
声 - タクトOK!!（Everybody）
ねこ
声 - かわなみchoy?（Everybody）
くま
声 - イワクラ（蛙亭）

### 語り
お話おばさん
声 - ヤノミ（小心ズ）
お話おじさん
声 - 吉良克哉

## スタッフ
- 監督 - 石原淳平、しょーた（2023年4月 - ）
- イラスト・キャラクターデザイン - みふねたかし
- タイトル・エンディングムービー - The BERICH
- アニメーション - 清水翔太、阿部くらら The BERICH 高橋真史 岩谷佳那 吉澤みづき 山下諒 ぱぱぬい　ほか
- 製作 - 林要、岩切謙太郎、山内学
- 制作進行 - 石田 晃人　岩谷佳那
- プロデューサー - 志賀研介
- 製作 - 100名委員会

## 主題歌
「100秒の世界旅行」
歌 - SOTARO / コーラス - 重住ひろこ、岡村玄（SMOOTH ACE）
作詞・作曲 - 石原淳平
編曲 - 新井俊也（冗談伯爵） / コーラス編曲 - SMOOTH ACE

## 各話リスト
| 話数     | 作品                                                        | 脚本                | アニメーション      | 放送日   |
| 2022年度 | 2022年度                                                    | 2022年度            | 2022年度            | 2022年度 |
| -------- | ----------------------------------------------------------- | ------------------- | ------------------- | -------- |
| 1        | ロミオとジュリエット                                        | なし                | 清水翔太            | 4月8日   |
| 2        | 柿山伏                                                      | なし                | 清水翔太            | 4月15日  |
| 3        | 野ばら姫（眠れる森の美女）                                  | なし                | 阿部くらら          | 4月22日  |
| 4        | 芝浜                                                        | なし                | 阿部くらら          | 4月29日  |
| 5        | セロ弾きのゴーシュ                                          | なし                | The BERICH          | 5月6日   |
| 6        | 勧進帳                                                      | なし                | 清水翔太            | 5月13日  |
| 7        | 魔笛                                                        | なし                | 高橋真史            | 5月20日  |
| 8        | 鬼にこぶ取らるること（こぶとりじいさん）                    | 吉田大吾            | The BERICH          | 5月27日  |
| 9        | 蚊相撲                                                      | なし                | 清水翔太 阿部くらら | 6月3日   |
| 10       | まんじゅうこわい                                            | 吉田大吾            | The BERICH          | 6月10日  |
| 11       | ヴェニスの商人                                              | 吉田大吾            | 清水翔太            | 6月17日  |
| 12       | 長靴をはいた猫                                              | 熊本浩武            | 岩谷佳那            | 6月24日  |
| 13       | 小鍛冶                                                      | なし                | 清水翔太            | 7月1日   |
| 14       | 赤ずきん                                                    | 熊本浩武            | The BERICH          | 7月8日   |
| 15       | 押絵と旅する男                                              | 熊本浩武            | 清水翔太            | 7月15日  |
| 16       | 親指姫                                                      | 吉田大吾            | The BERICH          | 7月22日  |
| 17       | 星の王子さま                                                | なし                | The BERICH          | 7月29日  |
| 18       | 浦島太郎                                                    | 熊本浩武            | The BERICH          | 9月2日   |
| 19       | 最後の一葉                                                  | 吉田大吾            | 阿部くらら          | 9月9日   |
| 20       | 坊っちゃん                                                  | なし                | 清水翔太            | 9月16日  |
| 21       | 竹取物語（かぐや姫）                                        | 吉田大吾            | 清水翔太            | 9月30日  |
| 22       | 人魚姫                                                      | なし                | The BERICH          | 10月7日  |
| 23       | 走れメロス                                                  | なし                | 清水翔太            | 10月14日 |
| 24       | 白鳥の湖                                                    | なし                | The BERICH          | 10月21日 |
| 25       | 附子                                                        | なし                | 清水翔太            | 10月28日 |
| 26       | ピノッキオ                                                  | 吉田大吾            | 清水翔太            | 11月4日  |
| 27       | セビリアの理髪師                                            | なし                | 高橋真史            | 11月11日 |
| 28       | 幸福な王子                                                  | 吉田大吾            | The BERICH          | 11月18日 |
| 29       | 頭山                                                        | 熊本浩武            | 清水翔太            | 11月25日 |
| 30       | オズの魔法使い                                              | 熊本浩武            | The BERICH          | 12月2日  |
| 31       | 雪女                                                        | 吉田大吾            | 岩谷佳那            | 12月9日  |
| 32       | クリスマス・キャロル                                        | 吉田大吾            | 岩谷佳那            | 12月16日 |
| 33       | シンデレラ                                                  | 熊本浩武            | The BERICH          | 12月23日 |
| 34       | 十二支のはじまり                                            | なし                | 清水翔太            | 1月13日  |
| 35       | よだかの星                                                  | 吉田大吾            | The BERICH          | 1月20日  |
| 36       | 西遊記より 魔法のひょうたん                                 | 熊本浩武            | The BERICH          | 1月27日  |
| 37       | ジャックと豆の木                                            | 熊本浩武            | 清水翔太            | 2月3日   |
| 38       | 死神                                                        | 吉田大吾            | 清水翔太            | 2月10日  |
| 39       | 少年探偵シリーズより 怪人二十面相                           | なし                | The BERICH          | 2月17日  |
| 2023年度 |                                                             |                     |                     |          |
| 40       | さるかに合戦                                                | 石原淳平            | しょーた            | 4月7日   |
| 41       | 金のガチョウ                                                | 野路友也            | The BERICH          | 4月14日  |
| 42       | くるみ割り人形                                              | 石田晃人            | 高橋真史            | 4月21日  |
| 43       | ピーターパン                                                | 野路友也            | しょーた            | 4月28日  |
| 44       | 三枚のお札                                                  | 岩谷佳那            | 吉澤みづき          | 5月12日  |
| 45       | ガリバー旅行記より リリパット渡航記                         | 野路友也            | The BERICH          | 5月19日  |
| 46       | スーホの白い馬                                              | 岩谷佳那            | The BERICH          | 5月26日  |
| 47       | 注文の多い料理店                                            | 野路友也            | しょーた            | 6月2日   |
| 48       | 棒縛り                                                      | 野路友也            | しょーた            | 6月9日   |
| 49       | 青い鳥                                                      | 岩谷佳那            | The BERICH          | 6月16日  |
| 50       | 王さまの耳はロバの耳                                        | 岩谷佳那            | 山下諒              | 6月23日  |
| 51       | トゥーランドット                                            | 岩谷佳那 野路友也   | しょーた            | 6月30日  |
| 52       | 暫                                                          | 野路友也            | しょーた            | 7月7日   |
| 53       | フランケンシュタイン                                        | 岩谷佳那            | しょーた            | 7月14日  |
| 54       | 夏の夜の夢                                                  | 岩谷佳那 野路友也   | 高橋真史            | 7月21日  |
| 55       | じゅげむ                                                    | 岩谷佳那            | The BERICH          | 7月28日  |
| 56       | 赤毛のアン                                                  | 岩谷佳那            | 高橋真史            | 9月1日   |
| 57       | 金太郎                                                      | 野路友也            | The BERICH          | 9月8日   |
| 58       | 透明人間                                                    | 岩谷佳那            | The BERICH          | 9月15日  |
| 59       | 白雪姫                                                      | 岩谷佳那            | 高橋真史            | 9月22日  |
| 60       | ドン・キホーテ                                              | 野路友也            | しょーた            | 9月29日  |
| 61       | 目黒のさんま                                                | 岩谷佳那 野路友也   | しょーた            | 10月6日  |
| 62       | シラノ・ド・ベルジュラック                                  | 岩谷佳那            | 岩谷佳那            | 10月13日 |
| 63       | ハーメルンの笛吹き男                                        | しょーた            | The BERICH          | 10月27日 |
| 64       | 美女と野獣                                                  | 岩谷佳那 野路友也   | 高橋真史            | 11月10日 |
| 65       | 末広がり                                                    | 岩谷佳那            | ぱぱぬい            | 11月17日 |
| 66       | わらしべ長者                                                | しょーた            | しょーた            | 11月24日 |
| 67       | 吾輩は猫である                                              | 野路友也            | 高橋真史            | 12月1日  |
| 68       | アラジンと魔法のランプ                                      | 岩谷佳那            | The BERICH          | 12月8日  |
| 69       | 賢者の贈り物                                                | 遠藤真結子          | 高橋真史            | 12月15日 |
| 70       | レ・ミゼラブル                                              | 石原淳平            | 高橋真史            | 12月22日 |
| 71       | つるの恩返し                                                | 岩谷佳那            | ぱぱぬい            | 1月12日  |
| 72       | 初天神                                                      | 石田晃人            | しょーた            | 1月19日  |
| 73       | 雪だるま                                                    | 岩谷佳那            | The BERICH          | 1月26日  |
| 74       | 節分の鬼                                                    | 岩谷佳那            | 高橋真史            | 2月2日   |
| 75       | 裸の王さま                                                  | ぱぱぬい            | ぱぱぬい            | 2月9日   |
| 76       | 動物園                                                      | しょーた            | The BERICH          | 2月16日  |
| 77       | 風の又三郎                                                  | 岩谷佳那            | 高橋真史            | 3月1日   |
| 78       | フランダースの犬                                            | 吉澤みづき          | 吉澤みづき          | 3月8日   |
| 2024年度 |                                                             |                     |                     |          |
| 79       | 花咲かじいさん                                              | ぱぱぬい            | ぱぱぬい            | 4月5日   |
| 80       | アルプスの少女ハイジ                                        | 岩谷佳那            | 高橋真史            | 4月12日  |
| 81       | シンドバッドの冒険より第1の航海                             | 石原淳平            | The BERICH          | 4月19日  |
| 82       | シンドバッドの冒険より第2の航海                             | 遠藤真結子          | The BERICH          | 4月26日  |
| 83       | 時そば                                                      | 吉澤みづき          | 横内拓馬            | 5月3日   |
| 84       | みつばちマーヤの冒険                                        | 中西晶大 石原淳平   | ぱぱぬい            | 5月10日  |
| 85       | 付喪神                                                      | 吉澤みづき          | The BERICH          | 5月17日  |
| 86       | ブレーメンの音楽隊                                          | しょーた            | 高橋真史            | 5月24日  |
| 87       | 猫の皿                                                      | 森田陽成            | ぱぱぬい            | 5月31日  |
| 88       | 王子と乞食                                                  | 中西晶大 石原淳平   | The BERICH          | 6月7日   |
| 89       | 蜘蛛の糸                                                    | 吉澤みづき          | 高橋真史            | 6月14日  |
| 90       | おだんごぱん                                                | しょーた            | しょーた            | 6月21日  |
| 91       | 雨に唄えば                                                  | 吉澤みづき 石原淳平 | The BERICH          | 6月28日  |
| 92       | 西遊記より 通称 釈迦の掌                                    | ぱぱぬい            | The BERICH          | 7月5日   |
| 93       | 山月記                                                      | 吉澤みづき          | ぱぱぬい            | 7月12日  |
| 94       | コッペリア                                                  | 森田陽成            | 高橋真史            | 7月19日  |
| 95       | おおきなかぶ                                                | しょーた            | しょーた            | 9月6日   |
| 96       | 100秒でわかる名作劇場 特別編 津田梅子と女性のための学校作り | 石原淳平            | 高橋真史            | 9月13日  |
| 97       | ごんぎつね                                                  | 岩谷佳那            | ぱぱぬい            | 9月20日  |
| 98       | ヘンゼルとグレーテル                                        | 千野咲希子          | The BERICH          | 9月27日  |
| 99       | 南総里見八犬伝                                              | 千野咲希子          | The BERICH          | 10月4日  |
| 100      | 不思議の国のアリス                                          | 三村昴生            | 高橋真史            | 10月11日 |
| 101      | 桃太郎                                                      | ぱぱぬい            | The BERICH          | 10月25日 |
| 102      | つる                                                        | 石原淳平            | The BERICH          | 11月1日  |
| 103      | 魔女のパン                                                  | 三村昂生            | ぱぱぬい            | 11月8日  |
| 104      | 小公女                                                      | 伊藤日向子          | 高橋真史            | 11月15日 |
| 105      | 手袋を買いに                                                | 岩谷佳那            | 森田陽成            | 11月22日 |
| 106      | 土蜘蛛                                                      | 三村昴生            | ぱぱぬい            | 11月29日 |
| 107      | 宝島                                                        | 吉澤みづき          | 高橋真史            | 12月6日  |
| 108      | 雪の女王                                                    | 千野咲希子          | 岩谷佳那            | 12月13日 |
| 109      | もみの木                                                    | 遠藤真結子          | 伊藤日向子          | 12月20日 |
| 110      | 海底二万里                                                  | 千野咲希子          | 高橋真史            | 12月27日 |